# Prêmio Eminente Engenheiro do Ano
O Prêmio Eminente Engenheiro do Ano é um prêmio concedido, anualmente, pelo Instituto de Engenharia àqueles engenheiros que, no ano em curso, tenha se desempenhado de forma singular e notoriamente destacada, ou, caso não haja esse destaque, para o ano referido, ao engenheiro que tenha toda sua carreira sido desempenhada de forma marcante em termos de continuada contribuição para a elevação e o aprimoramento da profissão.

## Premiados[1]

### Década de 1960
- 1963 - Oscar Machado da Costa
- 1964 - Adriano Marchini
- 1965 - Luís Cintra do Prado
- 1966 - Luciano Jacques de Morais
- 1967 - Amaro Lanari Junior
- 1968 - Lucas Nogueira Garcez
- 1969 - Mário Lopes Leão

### Década de 1970
- 1970 - Alberto Pereira de Castro
- 1971 - Eduardo Celestino Rodrigues
- 1972 - Pedro Parigot de Sousa
- 1973 - Telêmaco Van Langendonck
- 1974 - Francisco Lima de Sousa Dias Filho
- 1975 - Luís Dumont Vilares
- 1976 - André Tosello
- 1977 - Antônio Hélio Guerra Vieira
- 1978 - Olavo Egídio Setúbal
- 1979 - Antônio Ermírio de Moraes

### Década de 1980
- 1980 - Ozires Silva
- 1981 - José Celestino Monteiro de Barros Bourroul
- 1982 - Rubens Vianna de Andrade
- 1983 - Edson Fregni
- 1984 - Teodósio Pereira da Silva
- 1985 - Eliezer Batista da Silva
- 1986 - Guido Fontegalante Pessotti
- 1987 - Wagner Freire de Oliveira e Silva
- 1988 - Milton Vargas
- 1989 - João Augusto Amaral Gurgel

### Década de 1990
- 1990 - Edson Vaz Musa
- 1991 - Bernardino Pimentel Mendes
- 1992 - Rinaldo Campos Soares
- 1993 - Augusto Carlos de Vasconcelos
- 1994 - Hermann Wever
- 1995 - Carlos de Paiva Lopes
- 1996 - Paulo Salim Maluf
- 1997 - Luiz Carlos Mendonça de Barros
- 1998 - Mário Covas Junior
- 1999 - João Carlos de Souza Meirelles

### Década de 2000
- 2000 - Francisco Romeu Landi
- 2001 - Mário Franco
- 2002 - Roberto Egídio Setúbal
- 2003 - Cristiano Kok
- 2004 - Vahan Agopyan
- 2005 - Dario Rais Lopes
- 2006 - Rubens Ometto Silveira Mello
- 2007 - Gilberto Kassab
- 2008 - Adriano Murgel Branco
- 2009 - Paulo Vieira de Souza

### Década de 2010
- 2010 - José Roberto Bernasconi
- 2011 - João Crestana
- 2012 - Marcelo Bahia Odebrecht
- 2013 - José Roberto Cardoso
- 2014 - Romeu Chap Chap
- 2015 - Plínio Assmann[2]
- 2016 - Monica Ferreira do Amaral Porto
- 2017 - Pedro Pullen Parente
- 2018 - Roberto Rodrigues
- 2019 - Ney Zanella dos Santos

### Década de 2020
- 2020 - Carlos Afonso Nobre
- 2021 - Wilson Ferreira Júnior[3]
- 2022 - Tania Cosentino[4]
- 2023 - Silvio Romero de Lemos Meira
- 2024 - Décio da Silva